# Phrynobatrachus acutirostris
Phrynobatrachus acutirostris é uma espécie de anfíbio da família Petropedetidae.
Pode ser encontrada nos seguintes países: Burundi, República Democrática do Congo e Ruanda.
Os seus habitats naturais são: regiões subtropicais ou tropicais húmidas de alta altitude e rios.
Está ameaçada por perda de habitat.